# 한산: 용의 출현
《한산: 용의 출현》은 2022년 7월 27일에 개봉한 대한민국의 역사 영화이다. 김한민 감독의 《명량》의 차기작으로 명량대첩의 5년 전인 한산도 대첩을 모티브로 하여, 역사적 사실인 '팩트(Fact)'와 허구적인 상상력인 '픽션(Fiction)' 등 두 가지 소재를 조합하여, 액션물 특유의 독창적인 세계관을 구축한 전쟁 팩션 영화이므로, 해외 판권 독점 계약을 위한 사전 심의 기간을 염두에 두고, 북미와 유럽, 일본 등 동아시아 국가를 비롯한 전 세계 90여개 국에서 동시 개봉한 바 있다. 
2014년 하반기에 개봉한 영화 《명량》으로 시작된 이순신이 이끄는 전투에 관한 김한민 감독의 3부작 중 두 번째 영화이다. 이 영화는 《명량》에 묘사된 명량 해전 5년 전에 일어난 역사적인 한산도 대첩을 묘사하고 있다. 2022년 7월 27일 아이맥스, 4DX, 스크린X 포맷으로 출시되었다.

## 줄거리
1592년, 이순신 장군과 그의 함대는 침략하는 일본 해군과 그것의 가공할 군함들의 힘에 맞서 싸운다. 조선군이 위기에 빠지자, 이순신은 바다에서의 이 장대한 전투의 흐름을 바꾸기 위해 그의 비밀 무기인 거북선을 사용하는 것에 의지한다.

## 캐스팅

### 주요 인물
- 박해일: 이순신 역 - 한산도 대첩 당시 전라좌도 수군절도사.
- 변요한: 와키자카 야스하루 역 - 본작의 메인 빌런이자 최종 보스. 한산도 대첩의 총지휘관.
- 안성기: 어영담 역 - 본작의 서브 주인공. 광양현감.
- 손현주: 원균 역 - 한산: 용의 출현 시점의 경상우수사.
- 김성규: 준사 역 - 본작의 서브 주인공. 이순신의 항왜 출신 부하.
- 김성균: 가토 요시아키 역 - 본작의 서브 빌런.
- 김향기: 정보름 역
- 옥택연: 임준영 역
- 공명: 이억기 역 - 한산: 용의 출현 시점의 전라우수사.
- 박지환: 나대용 역 - 구선유격장.
- 조재윤: 마나베 사마노조 역 - 본작의 중간 보스. 와키자카 야스하루의 부장.

### 그 외
- 윤제문: 구로다 칸베에 역
- 박훈: 이운룡 역
- 박재민: 와타나베 시치에몬 역
- 이서준: 와키자카 사헤에 역
- 김재영: 정운 역
- 윤진영: 송희립 역
- 김강일: 구키 요시타카 역
- 이준혁: 황박 역
- 김현태: 의병장 역
- 김민재: 이언량 역
- 김구택: 김완 역
- 손경원: 신호 역
- 안성봉: 권준 역
- 이운산: 이기남 역
- 김영웅: 정담 역
- 공정환: 고바야카와 다카카게 역
- 배현성: 김천손 역
- 김대명: 이영남 역
- 정예훈: 이봉수 역
- 현봉식: 이광 역
- 김한민: 권율 역
- 곽민호: 권율부장 역
- 문바름: 우치적 역
- 김태희: 배흥립 역
- 강병욱: 황진 역
- 고한민: 안코쿠지 에케이 역
- 김영탁: 마니응개 역

### 특별출연
- 김명곤: 도도 다카도라 역
- 백윤식: 시마즈 요시히로 역
- 박명훈: 쵸주인 모리아츠 역
- 주석태: 시마즈 토요히사 역
- 이규형: 아리마 하루노부 역
- 문숙: 초계 변씨 역

## 개봉 및 흥행

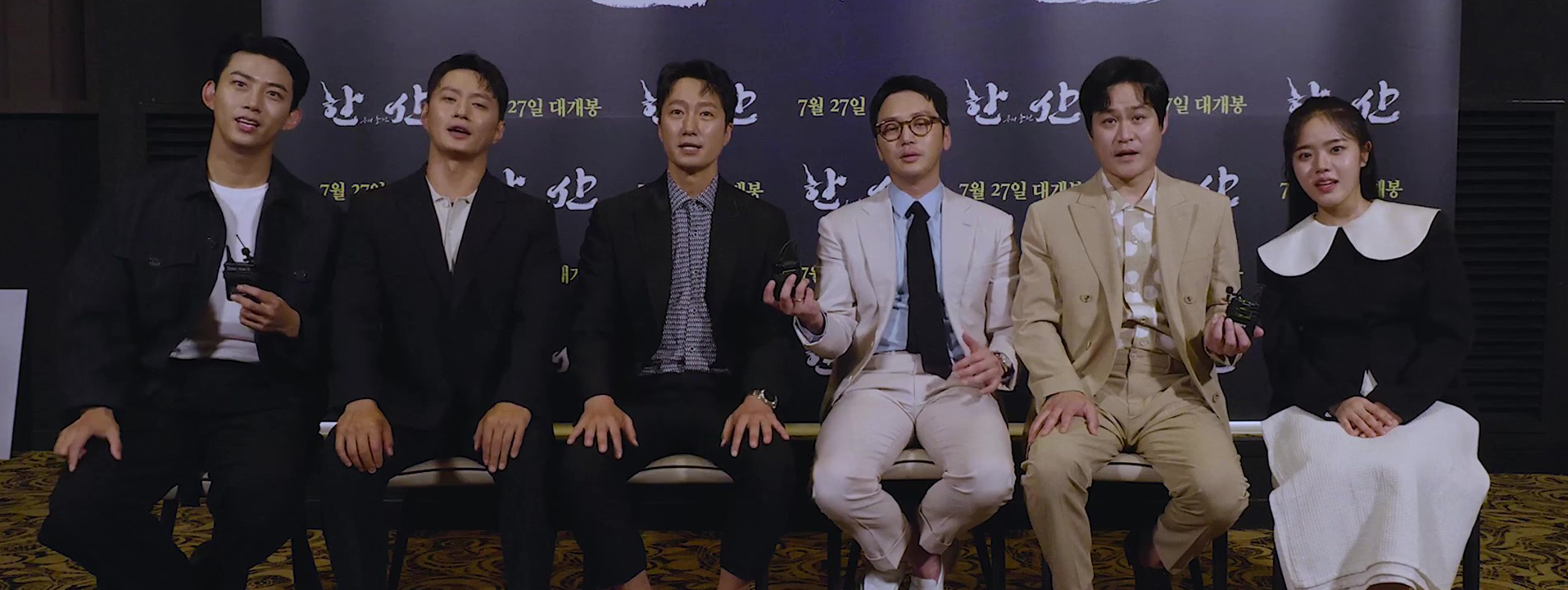
2022년 7월 기자 회견에서 캐스팅되었다.

2022년 7월 27일 아이맥스, 4DX, 스크린X 형식으로 롯데엔터테인먼트에 의해 출시되었다. Well Go USA는 이 영화를 배급할 북미의 권리를 획득했다. 이 영화의 판권은 또한 일본, 중국, 대만, 싱가포르, 호주, 뉴질랜드, 그리고 프랑스를 포함한 99개 국가에 사전 판매되었다. 7월 29일, 미국에서 32개의 스크린에 개봉되었다.
2022년 7월 제21회 뉴욕 아시아 영화제에서 센터피스 발표작으로 선정되었으며, 7월 28일 아시아 소사이어티 리라 애치슨 월러스 오디토리움에서 미국 초연으로 상영되었다. 제26회 판타지아 국제 영화제에도 초청되어 2022년 7월 27일 북미 초연에 상영되묌
.
6월 이후 1개월 넘게 압도적인 흥행 1위를 차지한 탑건: 매버릭이 7월 4주차부터 스크린에서 내려갈 예정이고, 7월 3주차에 개봉하는 외계+인 1부도 시사회에서 평가가 좋지 않기에, 개봉할 경우 탑건: 매버릭의 뒤를 이어 흥행 1위를 차지할 것이 거의 확실하다. 시사회 평도 전작 명량보다 훨씬 좋고, 이순신을 소재로 하여 국민적 관심도 클 것으로 예상되어 손익분기점 600만 돌파는 무난할 것으로 보이며 1000만 관객 흥행 가능성도 있다. 단 개봉 바로 다음 주에 만만치 않은 상대인 비상선언이 개봉하고, 다다음 주 이정재의 감독 입봉작인 헌트가 개봉한다는 것이 있다는 정도의 복병이 있다.
개봉 하루 전인 26일 오후 약 11시 실시간 예매량을 기준으로 30만 명을 돌파했고, 개봉 당일인 27일 자정 기준으로 30만 6982명이 예약했다.
개봉 당일 약 38만 명을 동원해 1위를 차지했다. 다만 전작에 비해서 첫날 동원력은 확연히 떨어진 상황이고, 당장에 올해 1200만을 넘겼던 범죄도시 2보다도 첫날 동원력이 떨어진다. 10만명 가까이 밀린다.
2일차 전날보다 약 15만명 감소한 23만 6900 명을 동원했다. 관객수가 여전히 1위이지만 고작 14.4%의 좌석판매율을 기록해 미니언즈2(26.2%), 탑건:매버릭(20.3%)은 물론 외계+인 1부(15.1%)에도 뒤쳐지는 등 다소 의외의 모습을 보이고 있어 이번 주말의 추이를 지켜봐야 할 듯 하다.
3일차 약 31만 명을 동원해 누적 관객수 100만 명에 육박했다. 3일차까지 명량이 누적 관객수 220만 명을 돌파한 것을 감안하면 예상보다 부진한 모습이다. 일단 현재 한산의 흥행추이는 1주일만에 실패가 확정된 외계+인 1부와는 달리 최종 흥행 수치를 더 지켜볼 필요가 있다.
4일차 약 66만 명을 동원해 160만을 돌파했다. 외계+인이 입소문을 못 타고 흥행에서 참패하는 것과는 다르게 입소문을 타고 점점 관람객이 느는 추세를 본다면 손익분기점 달성은 무난할 것으로 보인다. 다만 천만 달성은 좀 더 시간을 두고 지켜봐야 할 듯하다.
5일차 일요일 관객 수도 큰 드랍율 없이 65만 명 증가해 200만을 돌파했다. 보통 일주일 중 토요일의 관객수가 가장 많고 일요일이 그 다음인데, 한산의 경우 당일 전국에 많은 비가 내린 악조건 속에서도 토요일과 거의 차이 없이 관객 방어에 성공해서 흥행에 청신호가 켜진 셈이다.
6일차 월요일 관객 수는 38만 명으로, 개봉 첫날의 기록과 유사한 관객 동원력을 보이며 흥행에 제대로 불이 붙었다.
7일차 화요일 관객수는 34만명을 기록해 총관객 299만명을 돌파했다. 극장 관객 점유율은 계속 50%를 넘는 압도적인 흥행세를 보이고 있지만, 전체 관객 수 파이 자체가 기대보다는 높지 않은 편이어서 1주일 관객이 299만명을 겨우 달성하는 선에서 멈추었다.
일단 현재까지의 관객 추이는 천만 관객 돌파 영화들의 추이에 크게 못 미치는 편인데, 전반적으로 영화 시장 전체 분위기가 좋지 못한 점이 크다. 코로나 팬데믹 이전 2019년 7월 총 영화 관람객 수가 약 2천 2백만 명인데, 2022년 7월 총 영화 관람객 수는 약 1천 6백만 명으로 극장 티겟 가격 인상의 여파로 인해 과거보다 영화관으로 향하는 발길이 줄어든 것. 그래서 한산도 전작 명량의 흥행 추이를 따라 잡기는커녕 손익분기점을 상회하는 수준에서 만족해야될 분위기.
8일차 300만명을 돌파했다. 그리고 이 날 비상선언에게 예매율 1위를 내주었다. 2주차에 접어들면서 장기흥행 여부를 판가름할 중요한 시점이 되었다. 비상선언에 관객 파이를 나누어주는 것 자체는 불가피하므로 1주차의 압도적인 점유율은 어느 정도 깨질 가능성이 높다. 그런데, 비상선언이 기대작이었던 것과 정반대로 오히려 개봉 당일부터 악평이 쏟아져 나오고 있다. 반면 이정재의 감독 입봉작 헌트가 평론가, 시사회 반응 모두 긍정적이며, 결국 2022 여름 시즌 텐트폴 영화 경쟁에서 헌트와 함께 승자가 될 가능성이 높아졌다.
9일차 비상선언의 개봉 직후 혹평으로 예매율이 급락하며 박스오피스 1위 자리를 탈환할 가능성이 높아졌다. KOBIS 영화관입장권통합전산망에 따르면 비상선언과의 실시간 예매율 차이가 2-3% 내외로 좁혀졌다. 비상선언이 연이은 혹평에 전일 대비 -34.1% 관객수 증감을 보인 반면, 한산: 용의 출현은 전일 대비 -11.3%로 선방하며 비상선언 22만 명, 한산 21만 명으로 하루만에 차이를 좁히고, 매출액 기준으로는 다시 1위 자리에 올랐다. 10일차(8/5)부터는 1위 자리 탈환이 확실시.
10일차 결국 비상선언으로부터 1위 자리를 탈환했다.
11일차 롯데엔터테인먼트 공식 트위터가 오후 3시 13분 한산의 관객이 400만명을 돌파했다고 밝혔다.

## 수상 목록
- 2022년 제27회 춘사영화제 각본상 (김한민 외 2명)
- 2022년 제31회 부일영화상 최우수 감독상 (김한민)
- 2022년 제31회 부일영화상 남자부문 올해의 스타상 (변요한)
- 2022년 제31회 부일영화상 미술/기술상 (정성진 외 1명)
- 2022년 제42회 한국영화평론가협회상 기술상 (정성진 외 1명)
- 2022년 제42회 한국영화평론가협회상 영평 10선
- 2022년 제43회 청룡영화상 남우조연상 (변요한)
- 2022년 제58회 대종상 영화제 의상상 (권유진 외 1명)
- 2022년 제58회 대종상 영화제 남우조연상 (변요한)
- 2023년 제59회 백상예술대상 영화부문 남자조연상 (변요한)

## 빌런 정보
| 이순신 3부작 최종 보스 | 이순신 3부작 최종 보스 | 이순신 3부작 최종 보스 |
| 명량                   | 한산: 용의 출현        | 노량: 죽음의 바다      |
| ---------------------- | ---------------------- | ---------------------- |
| 구루지마 미치후사      | 와키자카 야스하루      | 시마즈 요시히로        |

| 이순신 3부작 중간 보스 | 이순신 3부작 중간 보스 | 이순신 3부작 중간 보스 |
| 명량                   | 한산: 용의 출현        | 노량: 죽음의 바다      |
| ---------------------- | ---------------------- | ---------------------- |
| 하루                   | 마나베 사마노조        | 아리마 하루노부        |

| 이순신 3부작 서브 빌런       | 이순신 3부작 서브 빌런 | 이순신 3부작 서브 빌런           |
| 명량                         | 한산: 용의 출현        | 노량: 죽음의 바다                |
| ---------------------------- | ---------------------- | -------------------------------- |
| 도도 다카도라, 가토 요시아키 | 가토 요시아키          | 고니시 유키나가, 조쥬인 모리아쓰 |